# Renderfly
Renderfly é uma banda portuguesa composta inicialmente por Andy Torrence ,Pedro Bessa, David Humberto Antunes e Hugo Barnabé. Mais tarde, Bessa abandonou a banda, tendo sido substituído por Rogério Santos.

## Carreira
Tiveram os dois singles do álbum no 1º lugar das música mais ouvida nas radios nacionais no decorrer do ano 2003 e tiveram um concerto gravado ao vivo pelo Canal Sol Musica durante um mês a passar na integra nesse canal. É possível ver o teledisco de um dos singles (theme #4) no youtube.
Lançaram o álbum "Beyond Because" em 2003 pela Metrónomo - EMI Valentim de Carvalho. Já não se apresentam ao vivo desde 2005, depois de passarem por vários palcos tais como Sudoeste, Vilar de Mouros, entre muitos por todo o pais. 
Neste momento os seus membros estão envolvidos noutros projectos. Andy Torrence esta a trabalhar como guitarrista dos GNR e na produção de alguns álbuns, tais como Andre Indiana e o cd "For a Cause" promovido pela AMI para beneficência para as vitimas do tsunami. Pedro Bessa é o responsável pelo projecto nacional LOBO, produtor musical e responsável pelo Estúdio Eléctrico, onde tem trabalhado com diversos artistas. David Humberto Antunes, professor de música, é mais conhecido pelo seu projecto de música infantil "Pequeno David e os Sem Soninho". Contribuiu como baixista para o álbum "Brilhantes Diamantes" do DJ Serial dos Mind da Gap, estando ligado ainda aos espéctaculos como road manager de vários artistas nacionais. Rogério é o baterista dos Azeitonas. Embora tenham músicas já gravadas para editar um segundo álbum não se preve que voltem ao activo.
Em 2008 tiveram a música "theme #4" no anuncio televisivo de um hipermercado associado aos Jogos Olímpicos de Verão de 2008.